# Megastethodon horvathi
Megastethodon horvathi är en insektsart som beskrevs av Victor Lallemand 1939. Megastethodon horvathi ingår i släktet Megastethodon och familjen spottstritar. Inga underarter finns listade i Catalogue of Life.